# اچ‌ام‌اس رزیستنس (۱۸۶۱)
اچ‌ام‌اس رزیستنس (۱۸۶۱) (به انگلیسی: HMS Resistance (1861)) یک کشتی بود که طول آن ۲۸۰ فوت (۸۵٫۳ متر) بود. این کشتی در سال ۱۸۶۱ ساخته شد.